# Kohoutí válka
Kohoutí válka (polsky Wojna kokosza) je označení pro vzpouru polské šlechty proti králi Zikmundovi v době tažení do Multánska roku 1537.
Za kralování Zikmunda I. Starého začaly v Polsku první snahy o centralistickou vládu, projevující se jak reformou armády (stálé vojsko), tak reformou fiskální (pevná berní soustava). To se však nelíbilo šlechtě, která roku 1537 využila Zikmundovy snahy dobýt Multánsko a ve vojenském ležení poblíž Lvova se namísto proti nepřátelskému území obrátila proti svému králi. Válka (či spíše vzpoura) nepřinesla pro šlechtu příliš velký výsledek, ale stala se základem politických změn, které Polsko přivedly až k ustanovení šlechtického voleného království (Rzeczpospolita).